# 保罗·韦斯特法尔
保罗·道格拉斯·韦斯特法尔（英語：Paul Douglas Westphal，1950年11月30日—2021年1月2日），美国NBA联盟前职业篮球运动员、教練。奈史密斯籃球名人堂成員。

## 生平

### 球員時期
韋斯特法爾1950年出生於加利福尼亞州的托倫斯，於1966年至1969年就讀南加州大學並於球隊中擔任後衛。
韋斯特法爾在1972年NBA選秀中於第10位順位被波士頓凱爾特人隊選中，1974年隨隊獲得了冠軍，但當時他的上場時間有限。於波士頓度過了三個賽季之後，凱爾特人隊將韋斯特法爾和兩個第二輪選秀權交易給了菲尼克斯太陽隊，換來了查理·斯科特，到了鳳凰城後，他有了更多的發揮機會。1976年，韋斯特法爾幫助太陽隊首次進入總決賽，並與前東家凱爾特人隊對抗。儘管最終落敗，該系列賽的第5場被稱為“NBA歷史上最偉大的一場比賽”。當時兩隊皆各獲得兩勝，在關鍵第5戰中兩隊殺到二度延長，最後一秒鐘太陽落後一分，由於太陽隊當時已經沒有暫停機會，因此只要球發進來比賽就宣告結束了。此時韋斯特法爾對一籌莫展的太陽教練團建議喊出暫停，雖然這次「不存在的暫停」被視為技術犯規，讓賽爾提克多罰進一分，但太陽隊卻因此獲得了中線發球的機會，比起原先必須由底線發球，得分的可能性可謂大幅增加，而結果也由太陽隊進球順利追平，雖然最終太陽依舊在三度延長輸球，而太陽也在隨後的第6戰落敗，但這次巧妙的暫停也成為美談。這場比賽並迫使NBA在日後修改規則，此後如果有球隊在已經沒有暫停的情況下喊暫停，對手在技術犯規的罰球後還會繼續握有球權。
在1977-78賽季，韋斯特法爾的平均得分中排名第二，場均25.2分；在隨後的1978-79賽季，他以平均每場24.0分的得分排在第七位。
在NBA職業生涯中，韋斯特法爾一共得到12,809分（平均每場15.6分）、助攻3,591次（平均每場4.4次）、1,580個籃板（平均每場1.9個）。他曾五次入選全明星，三次入選了NBA最佳陣容。並於鳳凰城太陽隊歷史得分排名第五位，他的第44號球衣背號也被太陽退役。

### 教練生涯
韦斯特法尔教練生涯始於1985年，於菲尼克斯的西南浸信會聖經學院（現為亞利桑那基督教大學）籃球隊擔任教練。1988年，韋斯特法爾成為總教練科顿·菲茨西蒙斯帶領下的鳳凰城太陽隊助理教練，並在1992年接任太陽隊的主教練。太陽隊在韋斯特法爾擔任教練的第一個賽季就打出了62勝20敗的成績，最後一路闖入了該年總決賽，但在六場比賽中輸給了名教菲爾·傑克森與明星球員迈克尔·乔丹帶領的芝加哥公牛隊。儘管之後太陽隊在韋斯特法爾的每個賽季都進入季后賽，但一直無法重返總決賽，後在1995–96賽季中去職。
1998-2000年重返NBA擔任西雅圖超音速總教練，2007-2008年間擔任達拉斯小牛助教、2009–2012年間擔任沙加緬度國王總教練。但在超音速與國王擔任總教練的成績均不甚理想，僅在1999-00年進過一次季後賽，未能再複製太陽隊時期的佳績。2014–2016年間韦斯特法尔擔任布魯克林籃網助教，主要擔任新任主教練萊昂內爾·霍林斯的助手，當網隊於2016年1月解僱霍林斯時，韋斯特法爾也一起離開了球隊，這是他生涯最後一份執教工作。其NBA總教練生涯戰績通算為318勝279敗。

### 晚年
2019年9月6日以球員身份入選奈史密斯籃球名人堂。
2020年8月，ESPN報導指出，韦斯特法尔被診斷出罹患腦癌。

### 辭世
2021年1月2日，他在亞利桑那州斯科茨代爾逝世，享壽70歲。

## 家庭
韋斯特法爾與辛迪·韋斯特法爾結婚，並且育有兩個孩子。

## 宗教信仰
韋斯特法爾是一名基督徒。

## 外部連結
- 保罗·韦斯特法尔在NBA（英语）
- 保罗·韦斯特法尔在Basketball-Reference.com（NBA）（英语）
- 保罗·韦斯特法尔在Basketball-Reference.com（NBA教練）（英语）
- 保罗·韦斯特法尔在Sports-Reference.com（NCAA）（英语）
- 保罗·韦斯特法尔在Sports-Reference.com（NCAA教練）（英语）
- 保罗·韦斯特法尔在Eurobasket.com（教練）（英语）
- 保罗·韦斯特法尔在RealGM（英语）
- 保罗·韦斯特法尔在Proballers（英语）
- 保罗·韦斯特法尔在奈史密斯篮球名人纪念堂（英语）
- Paul Westphal's bio on Phoenix Suns' website （页面存档备份，存于）
- Paul Westphal's official bio on NBA.com （页面存档备份，存于）